# Tartronato O-idrossicinnamoiltransferasi
La tartronato O-idrossicinnamoiltransferasi è un enzima appartenente alla classe delle transferasi, che catalizza la seguente reazione:
sinapoil-CoA + 2-idrossimalonato ⇄ CoA + sinapoiltartronato
Il 4-cumaroil-CoA (4-idrossicinnamoil-CoA), il caffeoil-CoA (3,4-diidrossicinnamoil-CoA) ed il feruloil-CoA (4-idrossi-3-metossicinnamoil-CoA) possono agire anche come donatori per l'enzima del fagiolo verde (Vigna radiata).